# Domestiques
Domestiques es el primer álbum de estudio de la banda de indie rock escocesa The Delgados. Fue publicado el 28 de octubre de 1996 a través de su sello independiente Chemikal Underground. El título en francés es una referencia de la palabra gregario, utilizado en las competencias de Ciclismo en ruta.
A pesar de su lanzamiento poco comercial, recibieron el apoyo del DJ John Peel de BBC Radio 1. La canción introductoria «Under Canvas Under Wraps» fue incluido en el tercer lugar de su top 50 de mejores canciones del año.
Como promoción, se embarcaron en una gira por el Reino Unido como teloneros de Elastica.

## Lista de canciones
Todas las canciones escritas y compuestas por The Delgados. 
| N.º   | Título                     | Duración |  |
| 1.    | «Under Canvas Under Wraps» | 2:40     |  |
| 2.    | «Leaning on a Cane»        | 2:56     |  |
| 3.    | «Strathcona Slung»         | 3:29     |  |
| 4.    | «Tempered; Not Tamed»      | 3:48     |  |
| 5.    | «One More Question»        | 0:55     |  |
| 6.    | «Big Business in Europe»   | 2:36     |  |
| 7.    | «Falling and Landing»      | 3:22     |  |
| 8.    | «Akumulator»               | 3:20     |  |
| 9.    | «Sucrose»                  | 3:23     |  |
| 10.   | «Pinky»                    | 3:44     |  |
| 11.   | «Friendly Conventions»     | 2:06     |  |
| 12.   | «Smaller Mammals»          | 1:43     |  |
| 13.   | «4th Channel»              | 2:32     |  |
| 14.   | «D'Estus Morte»            | 2:52     |  |
| 39:26 |                            |          |  |

| Bonus tracks (2003) |                                     |          |  |
| N.º                 | Título                              | Duración |  |
| 15.                 | «Monica Webster»                    | 2:30     |  |
| 16.                 | «Primary Alternative»               | 2:49     |  |
| 17.                 | «Thirteen Gliding Priciples (1996)» | 3:02     |  |
| 18.                 | «Een Telf»                          | 1:23     |  |
| 19.                 | «Bear Club»                         | 6:23     |  |
| 55:33               |                                     |          |  |

| Bonus Vídeos |                            |          |  |
| N.º          | Título                     | Duración |  |
| 1.           | «Under Canvas Under Wraps» |          |  |
| 2.           | «Akumulator»               |          |  |

## Personal
Adaptados desde las notas internas en el álbum.
- The Delgados – composición, grabación, producción, arreglo de cuerdas.
- Alun Woodward – voz, guitarra.
- Emma Pollock – voz, guitarra.
- Stewart Henderson – bajo eléctrico.
- Paul Savage – batería.
- Alan Barr – arreglo de cuerdas, asistencia.
- Gayle Harrison – arreglo de cuerdas, asistencia.
- Van Impe – dirección de arte.

## Posicionamiento en listas
| Listas (1996)             | Mejor posición |
| ------------------------- | -------------- |
| Escocia (Scottish Albums) | 96             |